# Zmaj (letjelica)
Zmaj je leteća aerodinamički oblikovana naprava koju u zraku održava struja vjetra, a njezinim se položajem u zraku upravlja s tla pomoću uzice. Obično je jednostavne konstrukcije od nosiva drvenog ili kakva drugoga kostura preko kojega je razapet papir ili tkanina. Bio je poznat već u staroj Kini, a u današnje se doba rabi ponajprije kao igračka ili sportski rekvizit.

## Vanjske poveznice
- Kites in many countries  Arhivirana inačica izvorne stranice od 3. listopada 2020. (Wayback Machine)
- History of kites
- The earliest depiction of kite flying in European literature in a panorama of Ternate (Moluccas) 1600.
- Mathematics and aeronautical principles of kites.
- Kitecraft and Kite Tournaments (1914)—A free public domain e-book
- Kite Museum in India
- Trivedi, Parthsarathi. Aerodynamics of Kites (PDF). Inačica izvorne stranice (PDF) arhivirana 12. lipnja 2013. Pristupljeno 8. veljače 2013.
- Eyes on Brazil